# تدی یاروز
تدی یاروز (به انگلیسی: Teddy Yarosz) (۲۴ ژوئن ۱۹۱۰–۲۹ مارس ۱۹۷۴) یک ورزشکار آمریکایی در رشته بوکس بود. او در مسابقات جهانی بوکس نیمه سنگین‌وزن از سال ۱۹۳۴ تا ۱۹۳۵ شرکت کرد.